# بيت حنيش (الرضمة)

تعديل مصدري - تعديل

بيت حنيش هي إحدى قرى عزلة كحلان بمديرية الرضمة التابعة لمحافظة إب، بلغ تعداد سكانها 27 نسمة حسب تعداد اليمن لعام 2004.